# Doorslag (papier)

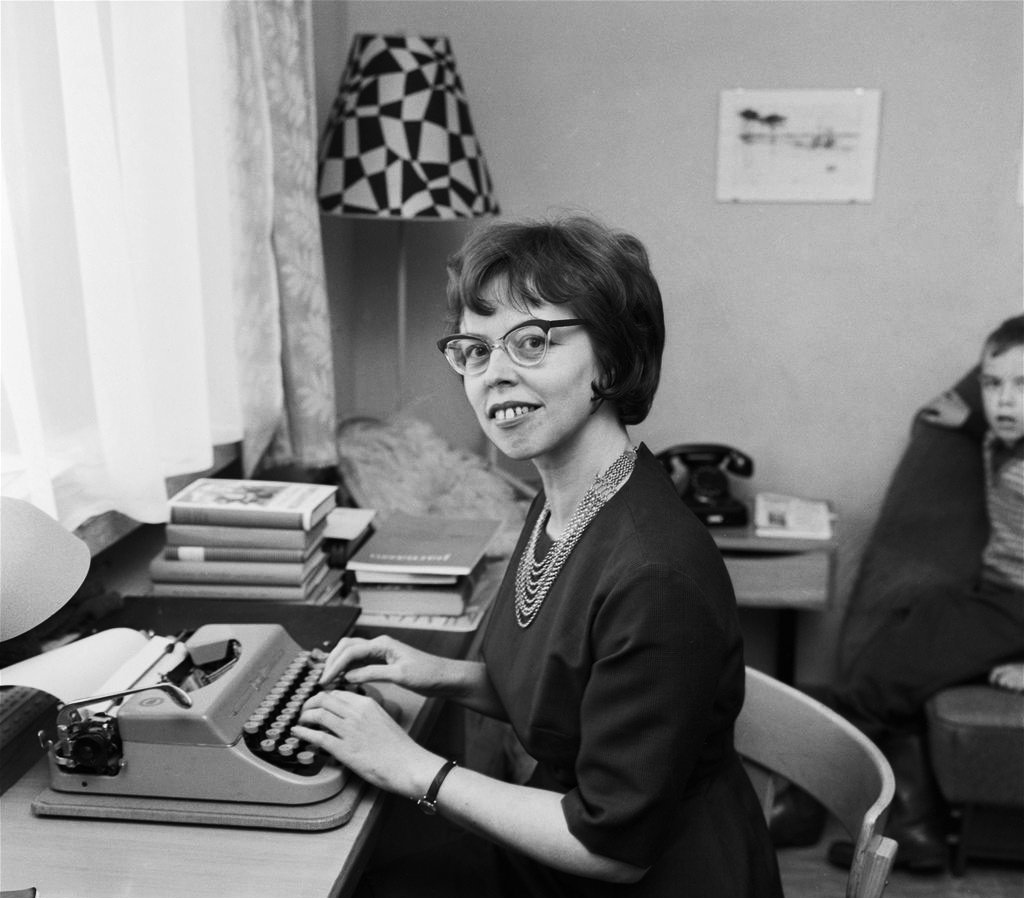

Een doorslag is een door middel van carbonpapier op een schrijfmachine vervaardigde identieke kopie, die samen met het origineel ontstaat door het typen. Heden ten dage is het gebruik van doorslagen niet meer zo nodig, omdat identieke kopieën kunnen worden geprint vanuit een tekstverwerker. In kantoren van grote organisaties zoals ministeries waren ook grote aantallen doorslagen gebruikelijk, 12 doorslagen van 1 origineel waren niet ongewoon. De kwaliteit van de doorslag nam per doorslag iets af. Bij het gebruik van doorslagen diende er voor te worden gewaakt dat in alle doorslagen ook de correcties met Tipp-Ex van het origineel dienden te worden verwerkt.
Een doordrukvel is een variant met papier dat aan de achterzijde van een laag is voorzien, die automatisch de getypte tekst op de volgende pagina doordrukt. Zelfkopiërend-papier.